# Sean Faris
Sean Haroy Faris (Houston, 25 maart 1982) is een Amerikaans acteur.

## Carrière
Faris besloot acteur te worden toen hij 17 jaar oud was. Hij begon zijn acteer- en modellencarrière in Cleveland en ging later naar de 'International Model and Talent Association'. Hij won de titel 'Junior Male Model' van het jaar bij de International Model and Talent Association in 1999, maar besloot toen om zijn carrière als model op te geven, om zich vervolgens volledig te focussen op zijn acteercarrière. Nadat hij zijn diploma had behaald, verhuisde hij naar Californië.

## Filmografie
- Biblioteca Nacional de España: XX4790561
- Bibliothèque nationale de France: cb159894141 (data)
- Gemeinsame Normdatei: 106411704X
- International Standard Name Identifier: 0000 0001 1631 0212
- Library of Congress Control Number: no2005097049
- Virtual International Authority File: 44039810
- WorldCat: E39PBJkMJ6qCrT69CQf96vHcT3